# Dweezil Zappa
Dweezil Zappa właściwie Ian Donald Calvin Euclid Zappa (ur. 5 września 1969 w Los Angeles) – amerykański muzyk, kompozytor, wokalista i multiinstrumentalista. Syn gitarzysty Franka Zappy. Ma dwie siostry: Moon, która jest piosenkarką i Divę, która jest aktorką, oraz brata Ahmeta, który także jest muzykiem.
Od 2006 roku Dweezil Zappa występuje w zespole Zappa Plays Zappa. Prowadzi również solową działalność artystyczną. W 2009 roku wraz z zespołem Zappa Plays Zappa otrzymał nagrodę amerykańskiego przemysłu fonograficznego Grammy w kategorii Best Rock Instrumental Performance. Wziął też udział w Experience Hendrix Tribute Tour, tournée poświęconemu Jimiemu Hendrixowi.

## Instrumentarium
| - Fender Stratocaster Eric Johnson Signature - Gibson SG Prototype - Fractal Audio Systems Axe-FX II - Axe-FX II - Bogner Ecstasy Blue - JAM Pedals Fuzz Phrase |  | - SolidGoldFX Formula 76 - TC Electronic PolyTune Mini - SolidGoldFX Electroman - JAM Pedals Big Chill Tremolo - JAM Pedals Red Muck - MFC-101 MIDI Foot Controller |

## Wybrana dyskografia
| Albumy solowe - My Mother is a Space Cadet (1982) - Havin' a Bad Day (1986) - My Guitar Wants to Kill Your Mama (1988) - Confessions (1991) - Shampoohorn (1994) - Music For Pets (1996) - Automatic (2000) - Go with What You Know (2006) |  | Inne - Frank Zappa -Them Or Us (1984) - Fat Boys - Wipeout (1987) - End Amen - Your Last Orison (1992, gościnnie) - Spinal Tap - Break Like the Wind (1992, gościnnie) - Freak Guitar - The Smorgasbord (2013, gościnnie) |

## Wybrana filmografia
- Dziewczyna w różowej sukience (jako Simon, 1986, film fabularny: reżyseria: Howard Deutch)
- Uciekinier (jako Stevie, 1987, film fabularny, reżyseria: Paul Michael Glaser)
- Jack Frost (jako John Kaplan, 1998, film fabularny, reżyseria: Troy Miller)
- Anarchy TV (jako Sid, 1998, film fabularny, reżyseria: Jonathan Blank)[18]
- Nagi patrol (jako Tom Maxwell, 2000–2001, serial fabularny)
- Cry Baby: The Pedal that Rocks the World (2011, film dokumentalny, reżyseria: Max Baloian, Joey Tosi)[19]
- Morgan Agren's Conundrum: A Percussive Misadventure (2013, film dokumentalny, reżyseria: Carl Millard King)[20]